# Ipercinabro
L'ipercinabro è un minerale, un solfuro di mercurio descritto nel 1978 ed approvato dall'Associazione Mineralogica Internazionale (IMA), scoperto studiando un campione di metacinabro proveniente dalla miniera di Mount Diablo in California, Stati Uniti d'America. Il nome è stato attribuito in riferimento al cinabro ed al metacinabro ed al fatto che è stabile a temperature più alte rispetto ad essi.

## Origine e giacitura
L'ipercinabro è stato trovato intimamente associato al metacinabro al quale somiglia fisicamente.